# Rajon Kaliningrad
Der Rajon Kaliningrad (russisch Калининградский район, Kaliningradski rajon) war ein von 1947 bis 1959 bestehender Rajon in der russischen Oblast Kaliningrad. Im Norden wurde er begrenzt von der Stadt Kaliningrad und dem Fluss Pregel, im Osten vom Rajon Gwardeisk und vom Rajon Prawdinsk und im Westen vom Frischen Haff und vom Rajon Laduschkin. Im Süden reichte der Rajon bis zum ehemaligen Kreuzburger Kleinbahnhof (rus. Sadowoje) und wurde vom Rajon Bagrationowsk begrenzt. Sein Verwaltungssitz war die Siedlung Niwenskoje (Wittenberg).

## Geschichte
Gebildet wurde der Rajon am 25. Juli 1947 aus Teilen des Rajon Gurjewsk und des Rajon Bagrationowsk. Verwaltet wurde er vom Exekutivkomitee des Kaliningrader Rajonsowjets der Abgeordneten der Werktätigen (ru. Исполнительный комитет Калининградского районного Совета депутатов трудящихся, Ispolnitelny komitet Kaliningradskowo rajonowo Soweta deputatow trudjaschtschichsja; kurz: Калининградский Райисполком, Kaliningradski Rajispolkom). Am 27. April 1959 wurde der Rajon wieder aufgelöst und an die Rajone Bagrationowsk, Gwardeisk und Laduschkin verteilt.

### Dorfsowjets 1947–1959
| Name          | Verwaltungssitz | deutscher Name | Bemerkungen                                                 |
| ------------- | --------------- | -------------- | ----------------------------------------------------------- |
| Komsomolski   | Komsomolsk      | Löwenhagen     | seit Anfang der 1950er Jahre, vorher vermutlich Semjonowski |
| Marijski      | Marijskoje      | Weißenstein    | bis 1950, dann Tschechowski                                 |
| Niwenski      | Niwenskoje      | Wittenberg     |                                                             |
| Selenopolski  | Selenopolje     | Borchersdorf   | bis 1954, dann zu Komsomolski                               |
| Semjonowski   | Semjonowo       | Fuchsberg      | bis Anfang der 1950er Jahre, dann vermutlich Komsomolski    |
| Tschechowski  | Tschechowo      | Uderwangen     | seit 1950, vorher Marijski                                  |
| Wladimirowski | Wladimirowo     | Tharau         |                                                             |
| Zwetkowski    | Zwetkowo        | Bergau         |                                                             |

### Funktionsträger

#### Parteisekretäre der WKP(B)/KPdSU
- 1947–1948: F. Ja. Berlisow (Ф. Я. Берлизов)
- 1948–1950: Semjon Nikolajewitsch Alexandrow (Семён Николаевич Александров)
- 1950: M. I. Mischkin (М. И. Мишкин)
- 1950–1953: P. F. Korablew (П. Ф. Кораблев)
- 1953–1957: Grigori Iwanowitsch Kusin (Григорий Иванович Кузин)
- 1957–1959: P. S. Gritschukow (П. С. Гричуков)

#### Vorsitzende
- 1947–1949: W. K. Akimow (В. К. Акимов)
- 1949: M. W. Potikow (М. В. Ротиков)
- 1949–1953: A. G. Remisow (А. Г. Ремизов)
- 1953–1958: Walentin Iwanowitsch Mossin (Валентин Иванович Мосин)
- 1958–1959: Fjodor Michailowitsch Fedossejew (Фёдор Михайлович Федосеев)